# 田島站
- 關於長野縣上伊那郡的JR東海飯田線車站，請見「伊那田島站」。
- 關於福島縣南會津郡的會津鐵道會津線車站，請見「會津田島站」。

田島站（日语：／ Tajima eki */?）是日本栃木縣佐野市田島町的東武鐵道佐野線車站。車站編號TI 32。

## 歷史
- 1914年（大正3年）8月2日 - 開業。
- 1973年（昭和48年）9月1日 - 車站無人化。
- 2009年（平成21年） - 站房改建。

## 車站構造
本站是島式月台1面2線地面車站。雖有側線但未使用。
站房位於線路西側，有地下道通往月台與線路東側。舊站房是一木造房屋，乘客可不進站房直接經地下道前往月台。2009年（平成21年）在地下道旁新建簡易站房，並拆除舊站房。站內設有PASMO對應簡易驗票機。乘車券過去在站前食堂發售，簡易站房啟用後改在站內窗口販售。

### 月台配置
| 月台 | 路線   | 方向 | 目的地   |
| ---- | ------ | ---- | -------- |
| 1    | 佐野線 | 下行 | 葛生方向 |
| 2    | 佐野線 | 上行 | 館林方向 |

## 使用情況
2017年度1日平均上下車人次為131人。是佐野線使用人數最少的一站。
近年1日平均上下車人次變化如下表｡
| 年度               | 1日平均 上下車人次 |
| ------------------ | ------------------ |
| 2001年（平成13年） | 148                |
| 2002年（平成14年） | 127                |
| 2003年（平成15年） | 129                |
| 2004年（平成16年） | 116                |
| 2005年（平成17年） | 102                |
| 2006年（平成18年） | 110                |
| 2007年（平成19年） | 107                |
| 2008年（平成20年） | 113                |
| 2009年（平成21年） | 118                |
| 2010年（平成22年） | 137                |
| 2011年（平成23年） | 118                |
| 2012年（平成24年） | 129                |
| 2013年（平成25年） | 116                |
| 2014年（平成26年） | 128                |
| 2015年（平成27年） | 131                |
| 2016年（平成28年） | 125                |
| 2017年（平成29年） | 131                |

## 車站周邊
- 栃木県道・群馬県道・埼玉県道7号佐野行田線（日语：栃木県道7号佐野行田線）
- 國道50號佐野繞道（日语：佐野バイパス）
- 秋山川淨化中心
- 佐野地區衛生設施組合 佐野地區衛生中心
- 佐野市羽田工業團地
- 秋山川（日语：秋山川 (栃木県)）
- 椿田城（日语：椿田城）址
- 雲龍寺（日语：雲龍寺 (館林市)）

## 外部連結
- 田島（車站資訊） - 東武鐵道